# بيير مانيان
بيير مانيان، (19 سبتمبر1922 –28 أبريل 2012) كاتب روايات الجريمة الفرنسية.

## بداية حياته
ولد بيير مانيان في 19 سبتمبر 1922 في مانوسك.وفي سن الثالثة عشر بدأ العمل كطباعي وبعد ذلك بعامين بدأ الكتابة. تأثر أسلوبه بـ جان جيونو الذي سيكرس له كتابًا بعنوان لتحية جيونو. خلال الحرب العالمية الثانية، تعرف على الروائي ثيد مونير، الذي نشر بحلول عام 1946 أعماله في طبعات جوليارد. 

## الجوائز
تشمل جوائزه دو كي فافرز من عام 1978، عن لو سانغ دي أتريدس،  جائزة مارتن بيك في عام 1983، عن المفوض في حقل الكمأة، لأفضل خيال جريمة مترجم إلى اللغة السويدية،  وجائزة النقاد الغموضفي عام 1985، لقاتل لا ميزون .